# Stéphane Créty
Stéphane Créty, né le 14 novembre 1969 à Charleville-Mézières, est un dessinateur de bandes dessinées français, particulièrement actif dans les domaines de la fantasy, de la science-fiction et de la fiction historique. 

## Biographie
Né dans une famille ouvrière, les lectures d'enfance de Stéphane Créty sont les comics et les petits formats. 
Après un baccalauréat en arts plastiques, il obtient une licence d'histoire.
Après une première expérience dans un studio de dessins animés où il apprend l'art du story-board, du lay-out et de l'illustration, Stéphane Créty se consacre à la bande dessinée, généralement dans des univers fantastiques ou de science-fiction. 
À ses débuts pour l'éditeur Delcourt, son collaborateur scénariste de prédilection est Sylvain Cordurié. Par la suite, il travaille avec différents scénaristes comme Jean-Luc Istin, Nicolas Jarry ou Fred Duval  pour les éditions Soleil. À partir des années 2010, il collabore aussi avec des écrivains comme Serge Lehman ou Pierre Pevel. 
Au début des années 2020, il produit de trois à quatre albums par an dans son atelier à Lorry-les-Metz.

## Œuvres

### Bandes dessinées
- Salem la noire (Delcourt, coll. Terres de Légendes) dessins de Stéphane Créty, scénario de Sylvain Cordurié et couleurs de Sandrine Cordurié.

1. La Pierre de Mort-Levée (2003)  (ISBN 2-84055-933-1).
2. Le Diadème des âmes (2004)  (ISBN 2-84789-252-4).
3. Tongeren et Finicho où il participe au scénario (2004)  (ISBN 2-84789-496-9).

- Acriboréa (Delcourt, coll. Néopolis) dessins de Stéphane Créty, scénario de Sylvain Cordurié et couleurs de Sandrine Cordurié.

1. L'Incertain (2006)  (ISBN 2-84789-833-6).
2. Les Ruines de l'aréopage (2006)  (ISBN 2-7560-0147-3).
3. Des millions de soleils (2007)  (ISBN 978-2-7560-0291-0).
4. Les Nuées (2007)  (ISBN 978-2-7560-0695-6).
5. La Directive Arca (2008)  (ISBN 978-2-7560-0871-4).

- Les Fléaux d'Enharma (Delcourt, coll. Terres de Légendes) dessins de Stéphane Créty, scénario de Sylvain Cordurié et couleurs de Sandrine Cordurié.

1. Le Terreau des braves (2009)  (ISBN 978-2-7560-1411-1).
2. Le Peuple fou (2010)  (ISBN 978-2-7560-1874-4).

- Les Contes du Korrigan (Soleil, coll. Celtic).

9. Livre neuvième : La Colline d'Ahna (2008), scénario de Ronan Le Breton et Thomas Mosdi, dessins de plusieurs dessinateurs, tome dont il signe aussi la couverture  (ISBN 2-302-00218-0).
10. Livre dixième : L'Ermite de Haute Folie (2009)  (ISBN 978-2-302-00641-6).
- Hannibal Meriadec et les larmes d'Odin (Soleil, coll. Celtic), dessins de Stéphane Créty, scénario de Jean-Luc Istin.

1. L'Ordre des cendres (2009)  (ISBN 978-2-302-00642-3).
2. Le Manuscrit de Karlsen (2010)  (ISBN 978-2-302-01117-5).
3. Santa Maria Della Sainte (2011)  (ISBN 978-2-302-01623-1).
4. Alamendez, chasseur et cannibale (2014)  (ISBN 978-2-302-03767-0).

- Le Sang du dragon (Soleil, coll. Celtic), scénario de Jean-Luc Istin.

5. Ce bon vieux Louis (2011)  (ISBN 978-2-302-01780-1).
6. Vengeance (2012)  (ISBN 978-2-302-02262-1).
7. L'Homme au masque de fer (2013)  (ISBN 978-2-302-03068-8).
8. Une promesse est une dette (2014)  (ISBN 978-2-302-04208-7).
9. Au nom de... Satan ! (2015)  (ISBN 978-2-302-04349-7).
10. Lilith (2016)  (ISBN 978-2-302-04796-9).
11. Tu es ma chair (2016)  (ISBN 978-2-302-05412-7).
12. Une autre voie (2018)  (ISBN 978-2-302-07100-1).
- Masqué (Delcourt, coll. Néopolis), dessins de Stéphane Créty, scénario de Serge Lehman.

1. Anomalie (2012)  (ISBN 978-2-756-02716-6).
2. Le Jour du fuseur (2012)  (ISBN 978-2-756-02717-3).
3. Chimères et gargouilles (2013)  (ISBN 978-2-756-02985-6).
4. Le Préfet spécial (2013)  (ISBN 978-2-756-02986-3).

- Hero Corp (Soleil, coll. Fantastique), dessins de Louis, Kyko Duarte et Stéphane Créty, scénario de Simon Astier.

2. Chroniques (2013)  (ISBN 978-2-302-03666-6).
- Nains (Soleil, coll. Fantastique), dessins de Stéphane Créty, scénario de Nicolas Jarry.

2. Ordo du Talion (2015)  (ISBN 978-2-302-04764-8).
7. Derhr du Talion (2017)  (ISBN 978-2-302-05962-7).
12. Kardum du Talion (2018)  (ISBN 978-2-302-07132-2).
- Nom de code : Martin (Delcourt, coll. Néopolis) dessins de Stéphane Créty, scénario de Fred Duval.

1. Constantine (2016)  (ISBN 978-2-756-07255-5).
2. Hoggar (2017)  (ISBN 978-2-756-08384-1).

- Elfes (Soleil, coll. Fantastique), dessins de Stéphane Créty et d'Augustin Popescu, scénario de Nicolas Jarry.

15. Noir comme le sang (2016)  (ISBN 978-2-302-05797-5).
- Orcs et Gobelins (Soleil, coll. Fantastique)

3. Gri'im (2018), scénario Nicolas Jarry  (ISBN 978-2-302-06873-5).
7. Braagam (2019), scénario Nicolas Jarry  (ISBN 978-2-302-07946-5).
9. Silence (2020), scénario Olivier Péru  (ISBN 978-2-302-08937-2).
16. Morogg (2022), scénario Sylvain Cordurié  (ISBN 978-2-302-09704-9).
18. La Meute (2022) scénario Olivier Péru  (ISBN 978-2-302-09410-9).
- Conquêtes (Soleil, coll. Anticipation), scénario de Nicolas Jarry.

3. Decornum (2019)  (ISBN 978-2-302-07642-6).
5. Enorus (2020), scénario Jean-Luc Istin  (ISBN 978-2-302-08046-1).
- Mages (Soleil), scénario de Nicolas Jarry.

2.Eragan (2019)  (ISBN 978-2-302-07765-2).
- La Pierre du chaos (Drakoo), dessins de Stéphane Créty, scénario de Gabriel Katz.

1. Le Sang des ruines (2019)   (ISBN 978-2-490735-05-1).
- Nephilims (Le Lombard).

1. Sur la piste des Anciens (2023)  (ISBN 978-2-8082-1013-3).
2. Le Temps des barbares (2021)  (ISBN 978-2-490735-33-4).
3. La marche sur l'empire (2022)  (ISBN 978-2-490735-94-5).
- I.S.S. snipers (Soleil, coll. Anticipation), scénario de Stéphane Louis.

2. Khôl Murdoch (2021)  (ISBN 978-2-302-09148-1).
3. Jürr (2021)  (ISBN 978-2-302-09287-7).
- Hurlevent (Delcourt, coll. Terres de légendes), dessins de Stéphane Créty, scénario de Fred Duval.

1. La Nuit des chasseurs (2022)  (ISBN 978-2-413-02252-7).
2. Les Enfants du magma (2022)  (ISBN 978-2-413-04112-2).
3. La Citadelle des bannis (2023)  (ISBN 978-2-413-07595-0).
- Le Circuit de Magny-Cours (Graton éditeur, coll. Dossiers Michel Vaillant), 2022, textes de Jean-Louis Balleret et Michel Janvier, scénario de Denis Lapière, dessins de Stéphane Crécy.
- Gueule de cuir (Drakoo), dessins de Stéphane Créty et scénario de Pierre Pevel.

1. L'Épéiste (2024)  (ISBN 978-2-38233-146-0).